# Leonardo José Aparecido Moura
Leonardo José Aparecido Moura, meglio noto come Leonardo (Guarulhos, 19 marzo 1986), è un ex calciatore brasiliano, di ruolo difensore.

## Carriera

### Club
Ha giocato nella massima serie dei campionati brasiliano, ucraino e greco.

### Nazionali
Vanta 5 presenze e tre gol con la nazionale brasiliana under-17.
Con l'Under-20 ha ottenuto 5 presenze ed è stato convocato al campionato sudamericano Under-20 di Colombia 2005 e al mondiale Under-20 dei Paesi Bassi 2005.